# 飯野村 (香川県)
飯野村（いいのむら）は、香川県綾歌郡にあった村。

## 歴史
- 1890年2月15日 - 町村制施行に伴い、鵜足郡東二村（ひがしふたむら）、西分村（にしぶんむら）、東分村（ひがしぶんむら）が合併し、飯野村が発足。
- 1899年4月1日 - 鵜足郡が阿野郡と合併し、綾歌郡となる。
- 1955年1月1日 - 川津村の一部を編入。同年、東分の一部を宇多津町へ編入、残部は丸亀市の一部となる。